# III. Zivilsenat des Bundesgerichtshofes
Der III. Zivilsenat ist ein Spruchkörper des Bundesgerichtshofs. Es handelt sich um einen von derzeit insgesamt dreizehn Senaten, die sich mit Zivilsachen befassen. Er ist hauptsächlich für die Bereiche Staatshaftungsrecht, Notarhaftung, Stiftungsrecht, Auftragsrecht und Geschäftsführung ohne Auftrag zuständig.

## Errichtung
Der III. Zivilsenat besteht seit der Gründung des Bundesgerichtshofs am 1. Oktober 1950.

## Besetzung
Der Senat ist gegenwärtig (Stand: Juni 2022) wie folgt besetzt:
- Vorsitzender: Ulrich Herrmann
- Stellvertretender Vorsitzender: Andreas Remmert
- Beisitzer: Harald Reiter, Susanne Arend, Valeska Böttcher, Martin Kessen, Mathias Herr, Michael Liepin

## Vorsitzende
| Nr. | Name (Lebensdaten)          | Beginn der Amtszeit | Ende der Amtszeit |
| --- | --------------------------- | ------------------- | ----------------- |
| 1   | Wilhelm Schelb (1888–1957)  | 27. Dezember 1950   | 30. April 1951    |
| 2   | Otto Riese (1894–1977)      | 20. September 1951  | 1. Januar 1953    |
| 3   | Willi Geiger (1909–1994)    | 15. Mai 1953        | 31. Oktober 1961  |
| 4   | Kurt Pagendarm (1902–1976)  | November 1961       | 31. März 1970     |
| 5   | Hubert Meyer (1911–1974)    | 1. April 1970       | 31. März 1974     |
| 6   | Friedrich Kreft (1908–1999) | 10. September 1974  | 31. Mai 1976      |
| 7   | Karl Nüßgens (1914–1998)    | Juni 1976           | 30. November 1982 |
| 8   | Günter Krohn (1929–2020)    | 1. Dezember 1982    | 31. Januar 1994   |
| 9   | Eberhard Rinne (1938–2023)  | 1. Februar 1994     | 30. November 2003 |
| 10  | Wolfgang Schlick (* 1950)   | 17. Dezember 2003   | 31. Juli 2015     |
| 11  | Ulrich Herrmann (* 1960)    | 4. August 2015      |                   |

## Zuständigkeit
Nach dem Geschäftsverteilungsplan des BGH (Stand 2018) ist der III. Zivilsenat zuständig für:
1. die Rechtsstreitigkeiten über Schadensersatzansprüche
  1. von juristischen Personen des öffentlichen Rechts gegen ihre Beamten, Richter und Soldaten aufgrund des Dienstverhältnisses, soweit nicht der V. Zivilsenat (Nr. 1 h) zuständig ist,
  2. gegen Beamte aus § 839 BGB, soweit nicht der V. Zivilsenat (Nr. 1 h) zuständig ist,
  3. gegen juristische Personen des öffentlichen Rechts auf Grund des Art. 131 WRV und des Art. 34 GG, soweit nicht der V. Zivilsenat (Nr. 1 h) zuständig ist,
  4. gegen juristische Personen des öffentlichen Rechts aus der Verletzung der Straßenunterhaltungspflicht oder Verkehrssicherungspflicht auf Straßen und Wasserstraßen,
  5. wegen Pflichtverletzungen von Notaren;
2. die Rechtsstreitigkeiten über die Haftung des gerichtlichen Sachverständigen (§ 839a BGB);
3. die Rechtsstreitigkeiten über
  1. Folgekosten bei straßenbaubedingter Verlegung von Versorgungsleitungen,
  2. Ansprüche auf Entschädigung wegen
    1. Enteignung (einschließlich enteignungsgleichen Eingriffs) sowie Maßnahmen enteignungsähnlicher Art,
    2. Strafverfolgungsmaßnahmen,

  3. vermögensrechtliche Ansprüche aus Aufopferung für das gemeine Wohl und aus öffentlich-rechtlicher Verwahrung sowie Schadensersatzansprüche aus der Verletzung öffentlich-rechtlicher Pflichten (§ 40 Abs. 2 Satz 1 VwGO),
  4. Ansprüche aus der Menschenrechtskonvention;
4. die Entscheidungen in Baulandsachen;
5. die Rechtsstreitigkeiten über Ansprüche aus dem Gesetz zum Schutz gegen Fluglärm vom 30. März 1971;
6. die Rechtsstreitigkeiten über Stiftungen (§§ 80 ff BGB), über Nießbrauch an Vermögen (§§ 1085 ff BGB) und Leibrenten (§§ 759 ff BGB);
7. die Rechtsstreitigkeiten über Auftragsverhältnisse (§§ 662–676c BGB) und Geschäftsführung ohne Auftrag (§§ 677–687 BGB), soweit nicht der IX. Zivilsenat (Nr. 3) oder der XI. Zivilsenat (Nr. 2 a) zuständig ist;
8. die Rechtsstreitigkeiten über Dienstverhältnisse, soweit nicht der I. Zivilsenat (Nr. 8), der VI. Zivilsenat (Nr. 1), der VII. Zivilsenat (Nr. 2), der IX. Zivilsenat (Nr. 3), der X. Zivilsenat (Nr. 7) oder der XI. Zivilsenat (Nr. 2 a) zuständig ist;
9. die Rechtsstreitigkeiten über Kleingartenpachtverträge (BKleingG v. 28. Februar 1983);
10. die Rechtsstreitigkeiten über
  1. Bergrechtssachen einschließlich der Abbaurechtssachen sowie Wasserrechtssachen einschließlich der Deich- und Sielrechtssachen,
  2. Jagd- und Fischereirechte nebst Verträgen hierüber;
11. die Entscheidungen nach § 109 BRAO, § 77 Abs. 2 der Wirtschaftsprüferordnung, § 101 Abs. 2 des Steuerberatungsgesetzes und § 93 Abs. 3 der Patentanwaltsordnung;
12. die Entscheidungen nach § 159 Abs. 1 GVG;
13. die Entscheidung über die Wahlanfechtung gemäß § 21 b Abs. 6 GVG;
14. die Rechtsstreitigkeiten nach § 201 GVG und nach § 155c Abs. 2 Satz 2 FamFG.